# Djebel Musa
 (août 2018).
Si vous disposez d'ouvrages ou d'articles de référence ou si vous connaissez des sites web de qualité traitant du thème abordé ici, merci de compléter l'article en donnant les références utiles à sa vérifiabilité et en les liant à la section « Notes et références ».
Le djebel Musa ou djebel Moussa (en arabe : جبل موسى, Jabal Mūsā ; en tamazight : Adrar Musa) est le nom d'une montagne du nord du Maroc. Elle est située sur la rive sud, africaine, du détroit de Gibraltar. Le djebel Musa culmine à 851 m d'altitude au-dessus du village de Belyounech.

## Histoire
Depuis l'Antiquité, le djebel Musa et le djebel Tariq (rocher de Gibraltar), sur la rive européenne, forment les Colonnes d'Hercule (les sommets des deux montagnes sont distants de 27 km). Selon d'autres interprétations, la « colonne » africaine serait le Monte Hacho, dans l'enclave espagnole de Ceuta, quelques kilomètres plus à l'est, mais nettement moins élevé. Le djebel Musa était autrefois appelé mont Abyle (Mons Abyla) ou mont Abila. 
Selon la tradition, la montagne tire son nom de Musa Ibn Nosseyr, le général musulman yéménite qui commanda l'invasion de la péninsule Ibérique en 711. Or Musa signifie Moïse en arabe et d'autres montagnes portent le même nom, comme le mont Sinaï (en Égypte) et le Musa Dagh (en Turquie), qui sont connus en arabe sous le nom de djebel Musa.

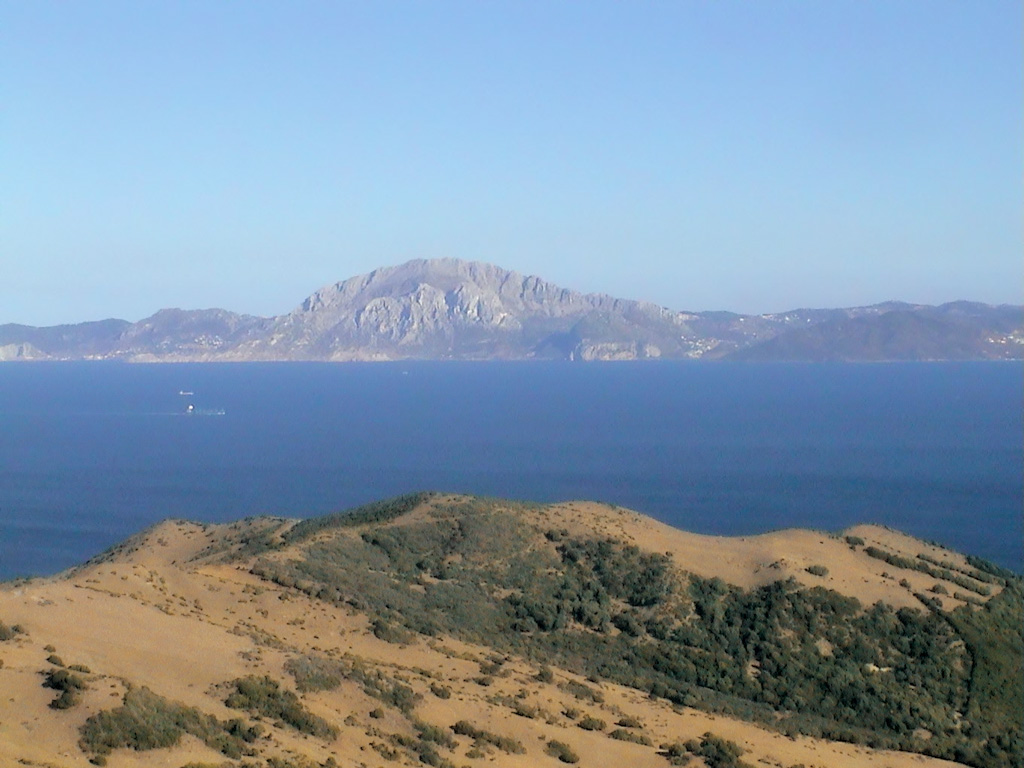
Le djebel Musa depuis la côte espagnole.